# Elman Huseynov
Elman Huseynov (ázerbájdžánsky Elman Süleyman oğlu Hüseynov; 28. února 1952, Azadkarakoyunlu, Tartar, Ázerbájdžánská SSR – 14. ledna 1993, Azadkarakoyunlu, Tartar, Ázerbájdžán) byl ázerbájdžánský národní hrdina, bojovník války o Náhorní Karabach.

## Raný život a vzdělání
Narodil se dne 28. února 1952 v obci Azadkarakoyunlu v Tartaru. Studoval na střední škole v Garagoyunlu v letech 1958–1968. V roce 1968 vstoupil do Fakulty hydromeliorace Ázerbájdžánského státního polytechnického institutu a v roce 1973 dokončil vysokoškolské vzdělání. V letech 1973–1975 sloužil jako důstojník s hodností poručíka ve městě Akkalkalaki v Georgii.
V letech 1980–1982 studoval na Nejvyšší stranické škole v Baku. V letech 1982–1985 působil jako předseda Výboru pro lidovou kontrolu, v letech 1985–1988 jako první místopředseda Výkonného výboru lidových zástupců oblasti Tartar, v letech 1988–1990 jako vedoucí Provozní kanceláře pro hydroxidy Tartarchay a pak jako instruktor v Regionálním stranickém výboru. Byl mnohokrát zvolen poslancem Okresní rady.
Absolvoval s vyznamenáním Institut pro řízení národního hospodářství pod Kabinetem ministrů.
Byl ženatý a měl tři děti.

## Válka o Náhorní Karabach
Ačkoli pracoval na vysokých státních pozicích, v roce 1991 dobrovolně požádal ministerstvo obrany o založení tábora na ochranu Tartar. V září 1991 byl náčelníkem tatarského velitelství pro sebeobranu a v listopadu 1991 velitelem teritoriálního sebeobranného praporu. Aktivně se podílel na osvobození Aghdary a okolních osad od arménských vojáků. Mnoho lidí z arménské strany bylo zabito a vojenská výzbroj a výstroj byla poškozena v důsledku vojenských operací pod jeho osobním vedením.
V bitvách byl dvakrát zraněn. 14. ledna 1993 zemřel v bitvě u obce Vank.

## Národní hrdina
Po smrti podle vyhlášky ázerbájdžánského prezidenta č. 262 ze dne 15. ledna 1995 mu byl udělen titul Národního hrdinu Ázerbájdžánu.
Byl pohřben ve vesnici Garagoyunlu okresu Tartar. Je po něm pojmenována jedna z ulic v okrese Tartar a muzeum.